# Uramya setiventris
Uramya setiventris är en tvåvingeart som först beskrevs av Wulp 1890.  Uramya setiventris ingår i släktet Uramya och familjen parasitflugor. Inga underarter finns listade i Catalogue of Life.